# Farmer and Company
Farmer and Company, beter bekend als "Farmer's", was een winkel in Sydney, Australië.

## Geschiedenis
Joseph Farmer en Caroline Farmer richtten in september 1840 een textielwinkel op in Victoria House, Pitt Street 259, Sydney (tegenover het Victoria Theatre). In 1847 trok Farmer zich terug uit de zaak en verhuurde de winkel aan Price en Favenc, waarna de winkel zijn naam wijzigde in Price, Favenc and Gwyn met de toetreding van George Boyce Gwyn als partner. In 1849 trad een neef, William Farmer, toe tot de zaak en in 1854 werd hij partner, waardoor de zaak Farmer, Williams and Giles werd, stoffen-, handels- en fourniturenhandelaren, waarvan de directeuren William Farmer, William Williams en Francis Giles waren. Het bedrijf werd in maart 1860 ontbonden en overgenomen door William Farmer en Richard Painter, met de toetreding van John Pope, die handelden onder de naam Farmer, Painter en Pope. Het bedrijf werd in augustus 1869 ontbonden en door Farmer en Pope opnieuw opgericht als Farmer and Company.
In 1874 breidde het bedrijf zich uit en nam het aangrenzende pand ten zuiden van Pitt Street in gebruik.
In 1906 werd de voorgevel aan Pitt Street, ontworpen door Horbury Hunt, gesloopt en vervangen door een doorlopende etalage. Een grote verbouwing van het Pitt Street-complex in 1907 hield in dat de vloer van het centrale gebouw werd vervangen en versterkt, zodat deze op hetzelfde niveau kwam als de aangrenzende verdiepingen. 
In 1916 kocht het bedrijf Roberts's Hotel op de hoek van Market Street en George Street van de eigenaar Charles James Roberts.

### 2FC
In 1923 sloot Farmer and Co. Ltd. overeenkomsten af met de Evening News, de Sydney Morning Herald, JC Williamson's, J. en N. Tait en Dalgety and Co. voor de oprichting van een particuliere radio-uitzendstation.  De zender werd op 5 december 1923 als proef in gebruik genomen, vanuit een studio in Pitt Street via landlijnen naar de zender in Willoughby. De testzender had een nominaal vermogen van 500 watt op een golflengte van 1100 meter (270 kHz) en een draadantenne die tussen twee 61 meter hoge masten. 
Ontvangers die op die frequentie waren afgestemd, kwamen kort daarna in de verkoop. Voor het zogenaamde 'sealed set'-systeem betaalden abonnees van 2FC £3 per jaar voor de dienst. Met de intrekking van de wetgeving inzake de "sealed set" stapte 2FC in 1927 over op een zender van 5000 watt op 422 meter (665 kHz). In 1929 werd het station overgenomen door de Australian Broadcasting Company, Ltd. en in 1932 genationaliseerd om onderdeel te worden van de Australian Broadcasting Commission .

### Consolidatie
De sector van de warenhuizen was in een consolidatiefase en in 1960 nam Farmers de regionale retailer Western Stores uit New South Wales over. 
Begin 1961 werd Farmer's overgenomen door Myer Emporium Limited, door een ruil van gewone aandelen. De winkels in New South Wales bleven gedurende de jaren 1960 onder de naam Farmers actief. Na de overname van de preferente aandelen van Farmer & Co. in 1969 werden al hun winkels rond 1974 omgedoopt tot Myer-winkels.